# Палаццо Гритти-Морзини
Палаццо Гритти-Морзини (итал. Palazzo Gritti Morosini) — дворец в Венеции, расположенный в районе Сан-Марко с видом на площадь Сан-Анджело (итал. Campo Sant'Angelo), напротив Палаццо Дуодо-а-Сан-Анджело. Построен предположительно в XVI веке в стиле неоготики.